# Хартман, Джейкоб Уитмер
Джейкоб Уитмер Хартман (англ. Jacob Wittmer Hartmann; 23 октября 1881, Бруклин — 13 января 1934) — американский филолог, переводчик и журналист.
Окончил Колумбийский университет (1906) как германист, в 1912 году там же защитил диссертацию. В 1906—1907 гг. преподавал английский язык в Кобе (Япония), затем до 1919 г. германистику в Сити-колледже Нью-Йорка. Опубликовал монографию, посвящённую одной из древнескандинавских саг (англ. The Go̧ngu-Hrólfssaga: A Study in Old Norse Philology; 1912). Перевёл на английский язык с немецкого роман Макса Брода «Женщина, которая желанна мужчине» (английское название «Три любви») и монографию Фридриха Гундольфа «Мантия Цезаря», с датского — книгу Мартина Андерсена-Нексё «Солнечные дни» и книгу очерков Георга Брандеса о путешествии по Греции, с украинского — книгу Степана Рудницкого «Украина и украинцы». В начале 1920-х гг. активно участвовал в движении в поддержку Советской России, был постоянным автором и казначеем выходившего в США журнала «Soviet Russia», перевёл на немецкий язык книгу Льва Троцкого «От Октября до Бреста». Написал ряд статей, в том числе о Троцком, для «Американской энциклопедии» (1920).